# Стратиевка
Страти́евка (укр. Стратіївка) — село в Гайсинском районе Винницкой области Украины.
Население по переписи 2001 года составляет 1403 человека. Почтовый индекс — 24831. Телефонный код — 4351.
Занимает площадь 4,2 км².

## Адрес местного совета
24831, Винницкая область, Чечельницкий р-н, с. Стратиевка, ул. Октябрьская, 2.

## История села
Начало 20-го века: село Стратиевка (Ковалевка) Ольгопольского уезда Подольской губернии Российской империи расположено в 6 верстах от уездного города, на границе Херсонской губернии, в 25 верстах от станции Кодыма Юго-Западной железной дороги, по почтовой дороге из г. Балта в г. Тульчин, при речке Савранка (Малая Савранка). 3081 житель. Церковно-приходская школа, 2 паровые мельницы.